# Kördiagram

Az emlősök különböző rendjeinek fajgazdagságát szemléltető kördiagram

A kördiagram (ismert úgy is, mint tortadiagram) egy egész részeinek ábrázolása egy kör cikkeiként. A kördiagram alakja kör, amit cikkekre osztanak, és minden cikk egy részt ábrázol. A teljes kör az egész megfelelője. Egy változatában körgyűrűt osztanak fel körgyűrűcikkekre. A cikkek mérete arányos az ábrázolt rész nagyságával.
Gyakran kördiagrammal adják meg az egyes részeket és eloszlásukat. Az áttekinthetőség érdekében célszerű nem több, mint hét elemet ábrázolni. Ha sok apró szelet keletkezne, akkor a diagram szintén áttekinthetetlenné válhat. Az áttekinthetőséget növeli, ha a gyakoriságokat csökkenő sorba rendezik, és a legnagyobb szelet a függőlegesnél kezdődik. Ha van egy Egyéb rész is, azt célszerű a legkisebbnek tekinteni.
Kördiagram készíthető például számolótáblával.
A cikkek mérete arányos az általuk ábrázolt rész méretével. Tehát egy cikkhez tartozó szög:
{\displaystyle \alpha ={\frac {360^{\circ }\cdot r}{t}}},
ahol α a cikk középponti szöge, r a rész mennyisége, t a teljes mennyiség. A cikk szempontjából a kör mérete nem fontos, mivel nem az abszolút méret, hanem az arányok számítanak. A diagram méretét ettől függetlenül lehet meghatározni, azt célszerű méretűre választani.
A jobb áttekinthetőség érdekében a cikkeket különböző színűre színezik, vagy ha ez nem lehetséges, akkor különböző satírozásokkal és mintákkal teszik őket jobban megkülönböztethetővé.
A tudományokon kívül is használják, például újságok így jelenítik meg különböző csoportok, pártok arányát.

## Példa
Egy áruházigazgató kördiagramon szeretné szemléltetni, hogy melyik részlegen mennyi vásárlás történt. A 95 vásárlásból 32 az élelmiszerosztályon történt, ahol a fenti képlet alapján 
{\displaystyle \alpha ={\frac {360^{\circ }\cdot r}{t}}={\frac {32}{95}}\cdot 360^{\circ }=121{,}26^{\circ }}
Tehát az élelmiszerosztály 121,26 fokot foglal el a kördiagramon. Hasonlóan számítható a többi részleg forgalma is.
| Részleg               | Vásárlások száma | Szög (°) | Arány (%) |
| --------------------- | ---------------- | -------- | --------- |
| Élelmiszer            | 32               | 121,26   | 33,68     |
| Női ruha              | 21               | 79,58    | 22,11     |
| Játékok               | 12               | 45,47    | 12,63     |
| Gyerekruha            | 11               | 41,68    | 11,58     |
| Elektromos készülékek | 10               | 37,89    | 10,53     |
| Férfiruha             | 9                | 34,11    | 9,47      |
| Összesen              | 95               | 360      | 100       |

## Variációk

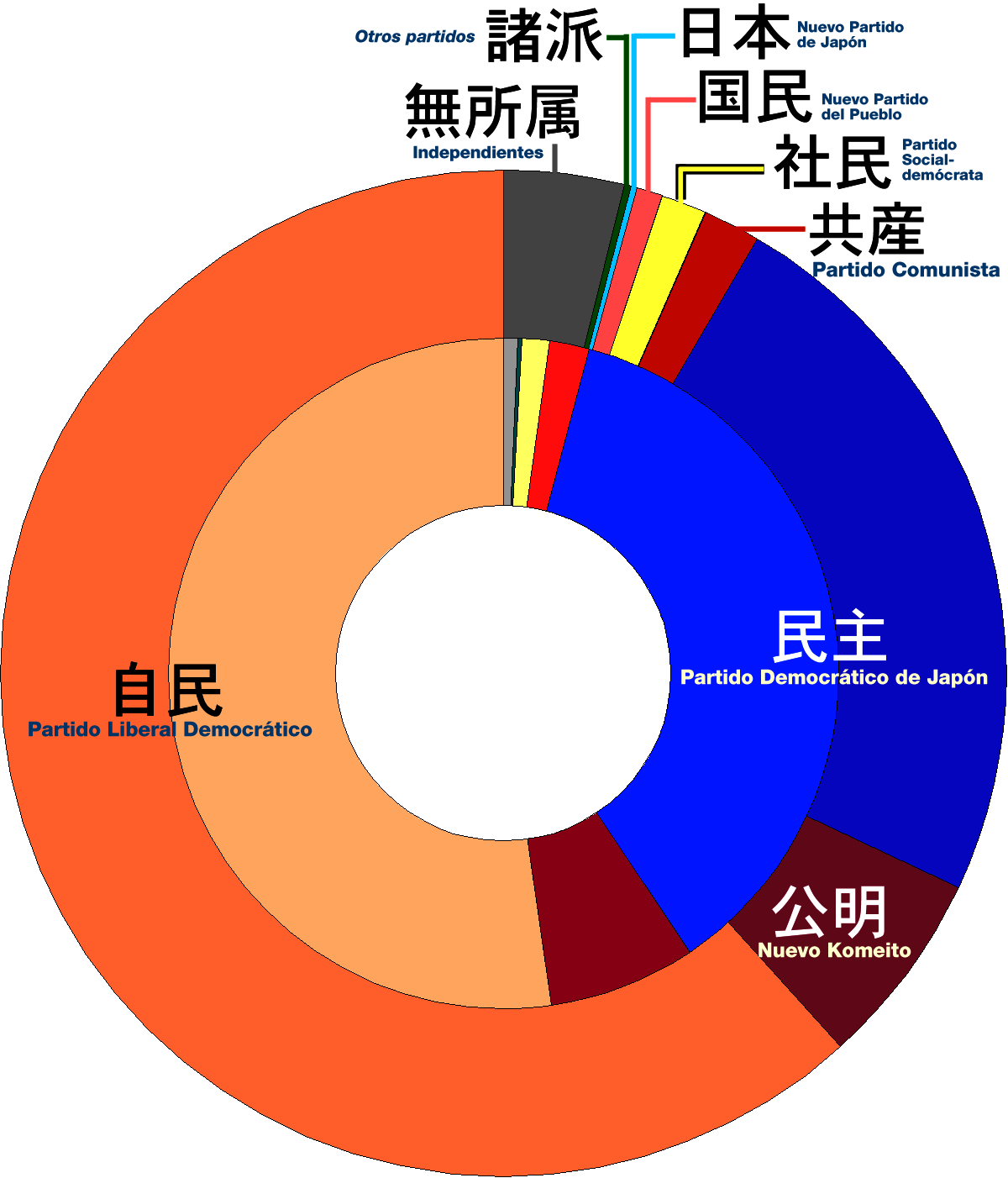
Körgyűrűdiagram a japán országgyűlési választás eredményéről 2005-ben
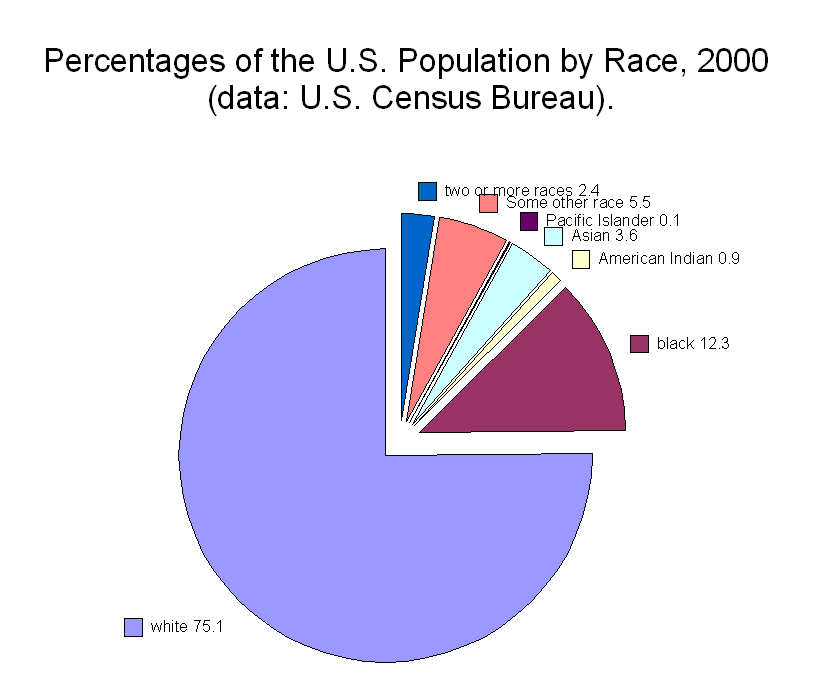
Robbantott ábrázolás az Amerikai Egyesült Államok népességének rassz szerinti arányáról
Félkördiagram a német országgyűlési választás eredményével 2005-ben
Nightingale polárterület diagramja

Kördiagramokon egy adatsor ábrázolható. Körgyűrűdiagramokon az összehasonlítás kedvéért több adatsort is megjelenítenek egymás mellett, a jobb összehasonlíthatóság kedvéért. Az egyes kategóriákat körgyűrűcikkek jelenítik meg, melyek nagysága a kategória arányával arányos. A belső, szabadon maradt körbe gyakran kommentárt írnak.
A robbantott ábrázolás néhány cikket kijjebb rajzol, mint a többit. Körgyűrűdiagramokon is használják. Ezzel a figyelmet a kiemelt cikkekre irányítja.
A félkördiagramokon tipikusan a pártok arányát ábrázolják. A diagram formája a parlament üléstermét mutatja stilizáltan, az egyes szektorok pedig a pártoknak felel meg. Az elrendezés a jobb- és a baloldali elhelyezkedést követi.
A polárterület diagram ciklikusan visszatérő jelenségek közöttoi összefüggéseket ábrázol. Lényege, hogy a cikkek a középpontból indulnak ki. Középponti szögük az eltelt idővel arányos, a mennyiség nagyságát a sugár nagysága jeleníti meg. Ez a diagramtípus Florence Nightingale-hoz vezethető vissza, aki a higiéniás körülmények és a halálesetek közötti összefüggést szemléltette így.

## Alkalmazhatósága
Gyakran használják diszkrét adatok szemléltetésére, nominális és ordinális adatokhoz. Intervallum és arányskála esetén kevésbé értelmes.
A kördiagram egydimenziós, csak egy adatsor szemléltethető rajta. Ha több adatsor van, akkor körgyűrűdiagram vagy több kördiagram kell.  Jól használható, ha a két eloszlás egymástól nagyon eltér.
Az egyes elemek számának növekedésével a kördiagram áttekinthetetlenné válhat. Ökölszabályként azt szokás megfogalmazni, hogy hétnél több szelet ne legyen.
A színválasztást is át kell gondolni. A színek a robbantott ábrázoláshoz hasonlóan kiemelhetnek egyes cikkeket, ráirányíthatják a figyelmet. A túl élénk színek hatására az adott cikkek méretükhöz képest nagyobbnak tűnnek. A túl sok élénk szín vibráló hatást kelt.
Nincs lehetőség nulla vagy negatív értékek ábrázolására, és a teljes adatsokaságot ábrázolni kell.

## Fordítás
Ez a szócikk részben vagy egészben  a   Kreisdiagramm című német Wikipédia-szócikk fordításán alapul.  Az eredeti cikk szerkesztőit annak laptörténete sorolja fel. Ez a jelzés csupán a megfogalmazás eredetét és a szerzői jogokat jelzi, nem szolgál a cikkben szereplő információk forrásmegjelöléseként.